# حسنلو (نقدة)
حسنلو هي قرية في مقاطعة نقدة، إيران. عدد سكان هذه القرية هو 1,264 في سنة 2006.